# 伊佩霞
伊佩霞或譯伊沛霞（英語：Patricia Buckley Ebrey, 1947年3月7日—）是一名美国历史学家，汉学家，主要研究中国宋朝文化和性别因素。伊佩霞是她的中文名。

## 生平
伊佩霞1968年获得芝加哥大学学士学位，1970年和1975年在哥伦比亚大学分别获得硕士和博士学位。博士毕业后随即被任命为伊利诺伊大学厄巴纳-香槟分校访问助理教授，1982年成为助理教授，三年后成为东亚研究及历史学的正教授。 她现在是在华盛顿大学担任教授。

## 著作
- 《剑桥插图中国史》（1996年）
- 《剑桥插图中国史》第二版（2010年）
- 《宋徽宗传》（2013年）